# トランスアクツィオン
『トランスアクツィオン』（ドイツ語: Transaktionen）作品184は、ヨーゼフ・シュトラウスが作曲したウィンナ・ワルツ。

## 楽曲解説
ヨーゼフ・シュトラウスの「七大ワルツ」に数えられる作品である。1865年8月2日にフォルクスガルテンにおいて初演された。当初は『民事訴訟（アクツィオン、Aktionen）』という曲名で、ウィーンの法律学校学生に献呈された。
暗い導入部で始まり、美しいワルツに発展していく「交響的ワルツ」であり、「民事訴訟」の名にそぐわないことから、その後『トランスアクツィオン』と改題された。もともと「トランスアクツィオン」とは、商取引・資本・利子・示談などを意味する経済分野の単語であるが、作曲者はタイトルページで次のように述べている。
| 「 | この曲は愛する2人の相互の関係を描いているのだ。 | 」 |

作曲者によると、このワルツは男性の右手と女性の左手が結ばれる愛を表現しているのだという。

## ニューイヤーコンサート
ウィーンフィル・ニューイヤーコンサートへの登場は以下の通りである。
- 1953年 - クレメンス・クラウス指揮
- 1956年 - ヴィリー・ボスコフスキー指揮
- 1960年 - ヴィリー・ボスコフスキー指揮
- 1971年 - ヴィリー・ボスコフスキー指揮
- 1976年 - ヴィリー・ボスコフスキー指揮
- 1981年 - ロリン・マゼール指揮
- 1985年 - ロリン・マゼール指揮
- 1993年 - リッカルド・ムーティ指揮
- 2019年 - クリスティアン・ティーレマン指揮